# Catasetum lucis
Catasetum lucis är en orkidéart som beskrevs av Pedro Ortiz Valdivieso och G.Arango. Catasetum lucis ingår i släktet Catasetum och familjen orkidéer.
Artens utbredningsområde är Colombia. Inga underarter finns listade i Catalogue of Life.